# Rocafort
Rocafort é um município da Espanha na província de Valência, Comunidade Valenciana. Tem 2,3 km² de área e em 2021 tinha 7 445 habitantes (densidade: 3 237 hab./km²).
Nos anos 30-40 do século XX foi localização de várias embaixadas (Estados Unidos, União Soviética) e do PSOE.

## Demografia
| Variação demográfica do município entre 1991 e 2004 | Variação demográfica do município entre 1991 e 2004 | Variação demográfica do município entre 1991 e 2004 | Variação demográfica do município entre 1991 e 2004 |
| --------------------------------------------------- | --------------------------------------------------- | --------------------------------------------------- | --------------------------------------------------- |
| 1991                                                | 1996                                                | 2001                                                | 2004                                                |
| 4074                                                | 4799                                                | 5341                                                | 6049                                                |

## Património
- Villa Amparo - imponente chalet construído nos princípios do século XX num estilo inspirado nas villas italianas do Renascimento, onde viveu o poeta Antonio Machado[2].